# Kocsis László (régész)
Kocsis László (Királyhelmec, 1949. december 2. –) régész, ókortörténész.

## Életpályája
1949. december 2-án született Királyhelmecen. 1969-ben a kassai magyar kereskedelmi iskolában végezte tanulmányait, majd 1973 és 1978 között a budapesti ELTE-n tanult ókori római régészetet, valamint őstörténetet. Diplomamunkáját 1979-ben Pannónia római fegyvereiről és felszereléseiről (sisakok és álarcos sisakok) készítette. 
1978 és 1989 között régészként dolgozott a Budapesti Történeti Múzeumban, majd 1994-ben a római pannóniai katonaság felszereléséről, különös tekintettel az Eötvös Loránd Tudományegyetemen bemutatott pajzsokról és sisakokról készítette doktori disszertációját. 
1989-től a Magyar Nemzeti Múzeum munkatársa mint régész és a régészeti gyűjtemény kurátora. Korábban az ELTE-n és a Göteborgi Egyetemen szemináriumokat is tartott ősi fegyverekről és ásatási technikákról. Különféle római tartományi kiállításokat rendezett Magyarországon, Németországban és Olaszországban is.

## Főbb ásatásai
- Budapest 
  - Medve utca 36–40.
  - Campona erőd római kori vicusa
  - Nagytétény, Campona római erőd
  - Flórián tér és környéke, Aquincum 2–3. századi légiós-tábora
- Pilisszántó, Kálvária-domb
- Tiszagyenda, Búszerző
- Üllő, 5. (Vecsés 46.); Juhállás-dűlő